# Giełaże
Giełaże (lit. Geležiai) – miasteczko na Litwie, położone w okręgu poniewieskim i w rejonie poniewieskim, nad rzeczką Berżynia. Liczy 386 mieszkańców (2001).